# Piotr Szarpak
Piotr Szarpak (ur. 21 marca 1971 w Łodzi) – polski piłkarz występujący na pozycji pomocnika, trener.

## Kariera piłkarska
Największe jego sukcesy przypadają na czas gry w barwach Widzewa Łódź: występy w Lidze Mistrzów, dwa tytuły mistrza Polski (1996, 1997), Superpuchar Polski (1996), udział w Lidze Mistrzów i Pucharze UEFA. Grał w młodzieżowej reprezentacji Polski.
Po zakończeniu kariery sportowej rozpoczął pracę trenerską. Od 26 października 2011 trener drugoligowego klubu piłkarskiego Tur Turek. Od 1 października 2014 drugi trener Widzewa Łódź. Od grudnia 2014 trener Neru Poddębice.

## Kariera trenerska
- Włókniarz Zelów
- Tur Turek
- UKS SMS Łódź (rocznik 2002)
- Laktoza Łyszkowice
- Widzew Łódź – drugi trener
- Ner Poddębice